# Sebastian Hämer
Sebastian Hämer (* 17. März 1979 in Rostock) ist ein deutscher Sänger.

## Leben
Sebastian Hämer wuchs in Prerow an der Ostsee auf. Seine musikalische Karriere begann der gelernte Hotelfachmann als Frontmann der Party-Band Turn up. Erstmals bekannt wurde Sebastian Hämer durch seine Teilnahme am ZDF-Gesangswettbewerb Die deutsche Stimme 2003. Die Debütsingle Sommer unseres Lebens, ebenso wie das gesamte erste Album Der fliegende Mann, wurde vom Label 3p produziert. Die Single stieg in den deutschen Single-Charts bis auf Platz 9.
Am 1. Oktober 2010 nahm Hämer mit dem Lied Is' schon ok für Mecklenburg-Vorpommern an dem von Stefan Raab initiierten Bundesvision Song Contest 2010 in der Bundeshauptstadt Berlin teil und belegte den 10. Platz mit 22 Punkten.
Mit der Single Steig mit ins Boot unterstützt Hämer die Rostocker Kinderhilfsorganisation Frogs for Future. Die Aussage des Liedes ist, dass nur alle gemeinsam erreichen werden, dass die hilfsbedürftigen Kinder beaufsichtigten Sport ausüben können. Er nahm an der im Herbst 2012 ausgestrahlten zweiten Staffel der Gesangs-Castingshow The Voice of Germany teil, schied aber vor der Liveshow-Phase aus.
2023 war Hämer Teilnehmer der ZDF-Dokureihe Buchstäblich leben!, in welcher erwachsene Menschen mit Lese- und Rechtschreibstörung über den Zeitraum von vier Monaten begleitet wurden, um ihre Lese- und Rechtschreibkompetenzen zu verbessern. Dabei setzte Hämer sich das Ziel, einen Liedtext komplett alleine zu Papier zu bringen, da er vorher dabei immer Hilfe brauchte. Die dabei entstandene Single Ein Teil von mir erschien im Januar 2024 parallel zur Erstausstrahlung der Sendung.

## Diskografie

### Alben
- 2006: Der fliegende Mann
- 2010: Flugplan 2
- 2014: Schattenmann
- 2017: Alles auf Start

### Singles
- 2006: Sommer unseres Lebens
- 2006: Nur mit Dir
- 2007: Immer noch
- 2009: Steig mit ins Boot
- 2010: Wieso bist du weg von mir
- 2010: Wir glauben an euch
- 2010: Is’ schon OK
- 2014: Der blaue Planet
- 2016: Alles Neu
- 2017: Ein bisschen Frieden
- 2017: Alles auf Start
- 2018: Ich sehne mich nach Dir
- 2018: Hoffnung
- 2019: Immer wenn die Träume gehen
- 2020: Von den Monstern
- 2024: Ein Teil von mir

### Sampler-Titel
- 2003: Für die Seele auf dem Album Die deutsche Stimme 2003

### Kollaborationen
- 2006: Das Beste – feat. Moses Pelham
- 2009: Klage weiter – feat. Agrip Nassim
- 2010: Nur eine Weile – feat. Valezka
- 2015: Ich & Du – feat. Gestört aber geil
- 2020: Wir verlieren – feat. Deborah Lee
- 2020: wieder wach – dasistmilan feat. Sebastian Hämer
- 2022: Nie wieder Krieg – feat. Tim Wilhelm
- 2022: Der Brief – Monti feat. Sebastian Hämer
- 2023: Zeit – 2Welten feat. Sebastian Hämer